# Gaillea
Gaillea is een geslacht van weekdieren uit de klasse van de Gastropoda (slakken).

## Soorten
- Gaillea canetae (Clench & Aguayo, 1944)
- Gaillea coriolis (Bouchet & Warén, 1986)
- Gaillea engonia (Bouchet & Warén, 1986)
- Gaillea tosaensis (Okutani & Iwahori, 1992)